# DN39E
De DN39E (Drum Național 39E of Nationale weg 39E) is een weg in Roemenië. Hij loopt van Constanța naar Cumpăna. De weg is 5,9 kilometer lang.

## Geschiedenis
Vroeger liep over dit tracé de DN38, maar bij de aanleg van het Donau-Zwarte Zeekanaal werd er geen brug gebouwd. Sindsdien begint de DN38 in Agigea.